# Gentiana lutea subsp. lutea
Gentiana lutea subsp. lutea é uma subespécie de planta com flor pertencente à família Gentianaceae. 
A autoridade científica da subespécie é L., tendo sido publicada em Species Plantarum 1: 227 (1753).
Os seus nomes comuns são argençana, argençana-dos-pastores, genciana, genciana-amarela, genciana-das-boticas, genciana-das-farmácias ou grande-genciana.

## Portugal
Trata-se de uma subespécie presente no território português, nomeadamente em Portugal Continental.
Em termos de naturalidade é nativa da região atrás indicada.

## Protecção
Encontra-se protegida por legislação portuguesa ou da Comunidade Europeia, nomeadamente pelo Anexo V da Directiva Habitats.